# 朝鮮修文職
朝鮮修文職（ちょうせんしゅうぶんしょく）とは、江戸幕府の命によって対馬国（対馬藩）の以酊庵に派遣された禅僧の事で、李氏朝鮮との間でやりとりされる外交文書の解読・作成や使節への応対、貿易の監視などを行った。対州書役・朝鮮書契御用とも呼ばれ、対馬では書簡役・書役之僧とも呼ばれていた。

## 概要
対馬藩（宗氏）では戦国時代末期に臨済宗の禅僧・景轍玄蘇を招聘して李氏朝鮮との交渉に必要な文書の作成や解読などを行わせた。景轍玄蘇は慶長年間に対馬に以酊庵を創建してそこに居住した。景轍玄蘇の没後は規伯玄方が引き継いだが、寛永12年（1635年）の柳川一件で規伯玄方が配流となると、対馬藩はその代わりとなる人材を得ることが出来ずにいた。これに対して江戸幕府は、元和年間以来京都五山の学問奨励のために任命していた五山碩学の中から対馬の以酊庵に派遣する僧侶を輪番制にて派遣することになった。これが朝鮮修文職の始まりである。
寛永12年（1635年）に玉峰光璘・棠蔭玄召（ともに東福寺）・洞叔寿仙（天龍寺）の3名が最初の朝鮮修文職に任ぜられ、玉峰光璘が以酊庵に派遣され、続いて棠蔭玄召、その次には洞叔寿仙が交替で以酊庵に派遣されて、対馬藩の対朝鮮外交を補佐した。当初は五山碩学の中から朝鮮修文職を選ぶ方式を取っていたが、寛文10年（1670年）以後は五山碩学と朝鮮修文職は同時に任命される形となった。同時に将軍から直接任命される役職として直接御礼を言上するために江戸城に参府するものとされた。朝鮮修文職は当時の対朝鮮外交における実務責任者であるともに、朝鮮通信使来日時には通信使の接待（館伴）および往来における案内（護行・賛導）を行うことになるため、日本側を代表するに相応しい文才と教養を持つ禅僧である五山碩学をもって充てたのである。
実際に職務にあたる朝鮮修文職は当番・加番・代番の3名からなり、当番は実際に対馬の以酊庵にて朝鮮外交の実務にあたり、加番は朝鮮通信使の来日などに際しては当番とともに通信使の接待や案内などを行った。代番は当番・加番に故障があった際にその代理を務める。当番は1年（明暦元年（1655年）以降は2年）交替の輪番制で、当番・加番は五山碩学の評議によって決定された。ただし、70歳以上の高齢者や病気などを理由に対馬渡航を免除されるケースがあった。朝鮮修文職は通常は五山碩学に与えられる碩学料と呼ばれる手当をもって報酬とされていたが、以酊庵滞在中は別途対馬藩から年間100石の現米が支給され、この他に朝鮮通信使来日時には臨時の手当があった。更に対馬からの帰還後には所属寺院の住職への任命に有利に働くなど、メリットも多く、中には複数回にわたって対馬渡航の任を受ける者もいた（再任31名、三任4名）。
慶応3年（1867年）に江戸幕府の外交体制の見直しを理由に126代目（89人目、いずれも景轍玄蘇から数える）の玉澗守俊（東福寺）が帰還を命じられてそのまま廃止されるまで続けられた。